# Berliner Fußballclub Dynamo 1979-1980
La pagina raccoglie i dati riguardanti la Dinamo Berlino nelle competizioni ufficiali della stagione 1979-1980.

## Stagione
Nella stagione 1979-80 la Dinamo Berlino vinse il suo secondo titolo nazionale consecutivo, conquistato dopo aver sconfitto nello scontro diretto all'ultima giornata i rivali della Dinamo Dresda, che li precedevano di un punto. In quella stagione la squadra fece il suo esordio in Coppa dei Campioni: il cammino si interruppe ai quarti di finale, dove furono sconfitti dai campioni d'Europa in carica del Nottingham Forest, che rimontarono a Berlino Est il risultato sfavorevole della gara di andata.

## Maglie e sponsor
Nessuna modifica per le divise della squadra: maglia amaranto con strisce bianche sulle maniche per la prima divisa, maglia bianca con striscia amaranto verticale per la seconda maglia.
| Manica sinistra · Manica sinistra · Maglietta · Maglietta · Manica destra · Manica destra · Pantaloncini · Calzettoni | Manica sinistra · Maglietta · Maglietta · Manica destra · Pantaloncini · Calzettoni |

## Organigramma societario
Area direttiva:
- Presidente:  Erich Mielke

Area tecnica:
- Allenatore:  Jürgen Bogs
- Allenatore in seconda:  Martin Skaba

Area sanitaria:
- Massaggiatore:  Harry Tost

## Rosa
| N. |                         | Ruolo | Calciatore           |
| -- | ----------------------- | ----- | -------------------- |
|    | Germania Est (bandiera) | P     | Bodo Rudwaleit       |
|    | Germania Est (bandiera) | P     | Reinhard Schwerdtner |
|    | Germania Est (bandiera) | D     | Michael Noack        |
|    | Germania Est (bandiera) | D     | Bernd Brillat        |
|    | Germania Est (bandiera) | D     | Andreas Rath         |
|    | Germania Est (bandiera) | D     | Artur Ullrich        |
|    | Germania Est (bandiera) | D     | Norbert Trieloff     |
|    | Germania Est (bandiera) | D     | Rainer Troppa        |
|    | Germania Est (bandiera) | C     | Reinhard Lauck       |
|    | Germania Est (bandiera) | C     | Frank Terletzki      |

| N. |                         | Ruolo | Calciatore           |
| -- | ----------------------- | ----- | -------------------- |
|    | Germania Est (bandiera) | C     | Frank Rohde          |
|    | Germania Est (bandiera) | C     | Olaf Seier           |
|    | Germania Est (bandiera) | C     | Roland Jüngling      |
|    | Germania Est (bandiera) | C     | Rainer Ernst         |
|    | Germania Est (bandiera) | C     | Detlef Halms         |
|    | Germania Est (bandiera) | C     | Bernd Schulz         |
|    | Germania Est (bandiera) | A     | Ralf Sträßer         |
|    | Germania Est (bandiera) | A     | Hartmut Pelka        |
|    | Germania Est (bandiera) | A     | Hans-Jürgen Riediger |
|    | Germania Est (bandiera) | A     | Wolf-Rüdiger Netz    |

## Risultati

### Coppa della Germania Est
|  | Vorwärts Kamenz | 1 – 2 | BFC Dynamo |  |

|  | Chemie Böhlen | 0 – 2 | BFC Dynamo |  |

|  | Lokomotive Lipsia | 2 – 1 | BFC Dynamo |  |

### Coppa dei Campioni[1]
| Arbitro: | Matjew |

|                                     |           |               |
| Netz 3’ Pelka 18’, 79’ Riediger 27’ | Marcatori | 87’ Wycsislik |

| Chorzów 3 ottobre 1979 | Ruch Chorzów | 0 – 0 | BFC Dynamo | Ruch-Stadion (12.000 spett.)\| Arbitro: \| Sergejenko \| |
| Arbitro:               | Sergejenko   |       |            |                                                          |

| Arbitro: | Valentine |

|                   |           |               |
| Pelka 8’ Netz 10’ | Marcatori | 65’ Cucinotta |

| Arbitro: | Jargusz |

|                           |           |                          |
| Brillat 33’ Terletzki 81’ | Marcatori | 84’ Hamberg 90’ Barberis |

| Arbitro: | Ponnet |

|  |           |              |
|  | Marcatori | 63’ Riediger |

| Arbitro: | Delmer |

|                      |           |                                       |
| Terletzki 49’ (rig.) | Marcatori | 16’, 35’ Francis 39’ (rig.) Robertson |

## Statistiche

### Statistiche di squadra
| Competizione       | Punti | In casa | In casa | In casa | In casa | In casa | In casa | In trasferta | In trasferta | In trasferta | In trasferta | In trasferta | In trasferta | Totale | Totale | Totale | Totale | Totale | Totale | DR  |
| Competizione       | Punti | G       | V       | N       | P       | Gf      | Gs      | G            | V            | N            | P            | Gf           | Gs           | G      | V      | N      | P      | Gf     | Gs     | DR  |
| ------------------ | ----- | ------- | ------- | ------- | ------- | ------- | ------- | ------------ | ------------ | ------------ | ------------ | ------------ | ------------ | ------ | ------ | ------ | ------ | ------ | ------ | --- |
| DDR-Oberliga       | 46    |         |         |         |         |         |         |              |              |              |              |              |              | 26     | 21     | 4      | 1      | 75     | 58     | +17 |
| FDGB Pokal         | -     | 0       | 0       | 0       | 0       | 0       | 0       | 3            | 2            | 0            | 1            | 5            | 3            | 3      | 2      | 0      | 1      | 5      | 3      | +2  |
| Coppa dei Campioni | -     | 3       | 2       | 0       | 1       | 7       | 5       | 3            | 1            | 2            | 0            | 3            | 2            | 6      | 3      | 2      | 1      | 10     | 7      | +3  |
| Totale             | -     | -       | -       | -       | -       | -       | -       | -            | -            | -            | -            | -            | -            | 35     | 26     | 6      | 3      | 90     | 68     | +22 |

### Statistiche dei giocatori
| Giocatore   | DDR-Oberliga | DDR-Oberliga |
| Giocatore   | Presenze     | Reti         |
| ----------- | ------------ | ------------ |
| Brillat     | 12           | 1            |
| Ernst       | 6            | ?            |
| Helms       | 6            | 3            |
| Jüngling    | 18           | 1            |
| Lauck       | 12           | 1            |
| Netz        | 22           | 8            |
| Noack       | 21           | 1            |
| Pelka       | 24           | 15           |
| Rath        | 1            | ?            |
| Riediger    | 20           | 13           |
| Rohde       | 2            | ?            |
| Rudwaleit   | 25           | ?            |
| Schulz      | 24           | 4            |
| Seier       | 10           | ?            |
| Schwerdtner | 2            | ?            |
| Sträßer     | 22           | 7            |
| Terletzki   | 26           | 12           |
| Trieloff    | 26           | 2            |
| Troppa      | 25           | 2            |
| Ullrich     | 26           | 2            |